# Serge Adda
Serge Adda (Tunisi, 19 settembre 1948 – Parigi, 7 novembre 2004) è stato un autore televisivo e produttore televisivo tunisino naturalizzato francese.

## Biografia
Nacque a Tunisi da Georges e Gladys Adda, militanti ebrei del Partito Comunista Tunisino. Si trasferì in Francia, dove negli anni 1970 lavorò al Centre d'étude des techniques économiques moderne (laboratorio associato al CNRS). Dal 1985 al 1994 fu vicepresidente della Lega Tunisina dei Diritti Umani. Da inizio anni 1990 fino al 1997 fu direttore generale di Canal+ Horizons e nel 2001 consigliere del presidente del gruppo Canal+. Dal 2001 fino alla sua morte fu presidente di TV5 Monde. Fu sposato ed ebbe due figli, tra i quali Karim Adda.